# Kanton Saint-Lyé
Saint-Lyé is een kanton van het Franse departement Aube. Het kanton maakt deel uit van de arrondissementen Troyes (7) en Nogent-sur-Seine (26). Het heeft een oppervlakte van 580,69 km² en telt 16.304 inwoners in 2018, dat is een dichtheid van 28 inwoners per km².

## Gemeenten
Het kanton Saint-Lyé werd opgericht bij de herindeling van de kantons door het decreet van 21 februari 2014 met uitwerking op 22 maart 2015. Het kanton omvat volgende 33 gemeenten:
- Avant-lès-Marcilly
- Avon-la-Pèze
- Barberey-Saint-Sulpice
- Bercenay-le-Hayer
- Bourdenay
- Charmoy
- Dierrey-Saint-Julien
- Dierrey-Saint-Pierre
- Échemines
- Faux-Villecerf
- Fay-lès-Marcilly
- La Fosse-Corduan
- Macey
- Marcilly-le-Hayer
- Marigny-le-Châtel
- Mesnil-Saint-Loup
- Montgueux
- Origny-le-Sec
- Orvilliers-Saint-Julien
- Ossey-les-Trois-Maisons
- Le Pavillon-Sainte-Julie
- Payns
- Pouy-sur-Vannes
- Prunay-Belleville
- Rigny-la-Nonneuse
- Saint-Flavy
- Saint-Loup-de-Buffigny
- Saint-Lupien
- Saint-Lyé
- Saint-Martin-de-Bossenay
- Trancault
- Villadin
- Villeloup